# Paula Fudge
Paula Fudge (geb. Yeoman; * 30. März 1952) ist eine ehemalige britische Langstreckenläuferin.

## Leben
1978 siegte sie für England startend über 3000 m bei den Commonwealth Games in Edmonton. Bei den Leichtathletik-Europameisterschaften in Prag wurde sie über dieselbe Distanz Achte.
Bei den Crosslauf-Weltmeisterschaften 1979 in Limerick kam sie auf den 17. Platz und gewann mit der englischen Mannschaft Bronze. 1981 folgte ein 28. Platz bei den Crosslauf-WM in Madrid. Am 13. September desselben Jahres stellte sie mit 15:14,5 min einen Weltrekord über 5000 m auf.
1982 errang sie bei den Leichtathletik-Halleneuropameisterschaften in Mailand Bronze über 3000 m und holte mit einem 14. Platz bei den Crosslauf-WM in Rom erneut mit dem englischen Team Bronze. Im Herbst gewann sie die 20 km von Paris.
1985 belegte sie bei den Crosslauf-WM in Lissabon den 56. Platz und siegte beim Columbus-Marathon. Nach einem fünften Platz beim London-Marathon 1986 qualifizierte sie sich 1987 mit einem vierten Platz in London für den Marathon der Leichtathletik-Weltmeisterschaften in Rom, bei dem sie auf dem 17. Rang einlief. Kurz danach gewann sie den Greifenseelauf.
1988 wurde sie jeweils Dritte beim Great North Run und beim Chicago-Marathon.
1972 wurde sie Englische Meisterin über 3000 m, 1983 über 5000 m und 1978 sowie 1982 Britische Meisterin über 3000 m.

## Bestzeiten
- 1000 m: 2:40,98 min, 23. August 1978, London
- 1500 m: 4:11,23 min, 31. Juli 1981, London
- 1 Meile: 4:33,42 min, 26. Juni 1982, Oslo
- 3000 m: 8:48,74 min, 29. August 1978, Prag
  - Halle: 8:56,4 min, 11. Februar 1981, Cosford
- 5000 m: 15:14,51 min, 13. September 1981, Knarvik
- 10-km-Straßenlauf: 32:44 min, 13. März 1988, Eastleigh
- 15-km-Straßenlauf: 49:43 min, 21. November 1987, Monte Carlo
- Halbmarathon: 1:11:37 h, 24. Juli 1988, South Shields
- Marathon: 2:29:47 h, 30. Oktober 1988, Chicago